# Lavorazione (cinema)

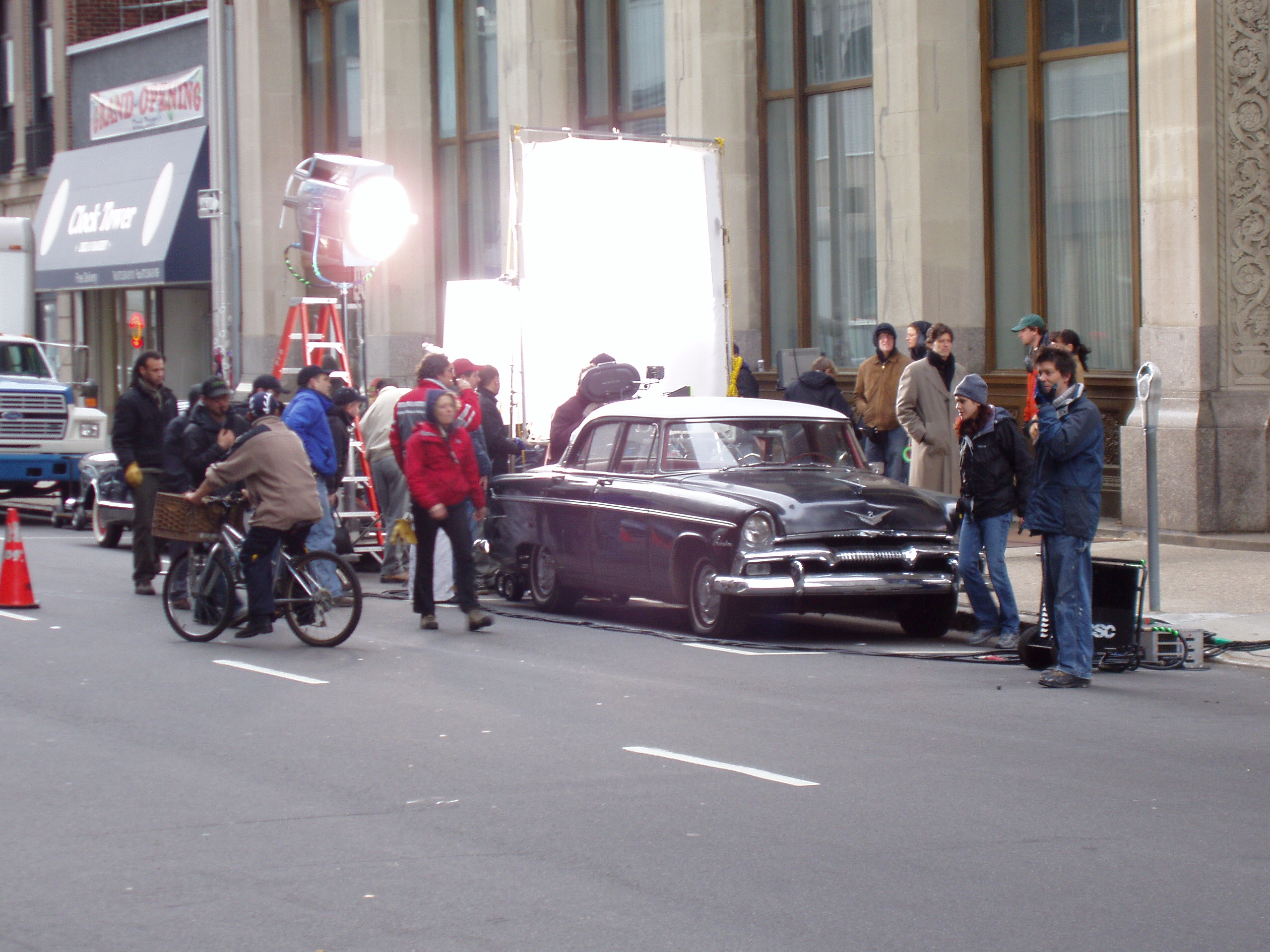
Una produzione cinematografica a Newark (New Jersey)

La lavorazione è la fase in cui si effettuano le riprese del film, ed in senso lato comprende tutte le operazioni compiute nel periodo tra pre-produzione e post-produzione.
Questa fase risulta solitamente la più costosa, seguita dalla post-produzione, ed è il punto di non ritorno dei finanziatori. Mentre è solito che un film venga annullato prima e dopo il semaforo verde, è estremamente raro che venga abbandonato dopo l'inizio della lavorazione se non che in caso di calamità naturali (un esempio è L'uomo che uccise Don Chisciotte).
Una volta terminata la fotografia il materiale girato viene "confezionato" per essere lavorato al montaggio e alle altre fasi che comprendono la post-produzione. Se durante il montaggio alcune sequenze risultano malfatte ci si avvia verso il re-shoot.

## Fasi della lavorazione
La lavorazione consiste unicamente nella ripresa cinematografica. La scelta delle location, la data d'inizio e fine riprese e la costruzione dei set su cui lavorare vengono programmati durante la pre-produzione.
Le riprese vere e proprie iniziano sempre a costruzione del set cinematografico e la conferma dei tecnici e specialisti utili alla realizzazione di ogni materiale necessario alla lavorazione; in questa fase avvengono le prove di ripresa, un ciclo di girato preliminare che consiste appunto nel testare le sequenze più complicate in modo da far funzionare il tutto nel corso della lavorazione.
Per alcuni motivi, che vanno dal profitto economico o da problemi di natura culturale e sociale (come successo per Angeli e demoni), la produzione cinematografica può decidere di spostare parte o l'intero programma di riprese all'interno di appositi studi cinematografici.